# بن دراعو
بَنْ دْرَاعُو أو قصر بن دراعو هو مقر بلدية بودة بدائرة أدرار التابعة لولاية أدرار بالجنوب الغربي الجزائري وأهم قصورها، يأتي بعده قصر المنصور وذلك من ناحية عدد السكان وتوفر الخدمات.

## السكان
يسكن هذا القصر قبيلتي أولاد غانم وأولاد بربوش وينقسمون إلى طريقتين صوفيتين هما الطريقة الطيبية والطريقة الكرزازية.

## النشاط الفلاحي
يعمل أغلب سكان قصر بن دراعو في الفلاحة التي يغلب عليها غرس النخيل ويستعمل السكان تقنية الفقارة لتوفير المياه للسقي، نجد ببن دراعو خمس فقارات هي:
| إسم الفقارة       | عدد الآبار |
| ----------------- | ---------- |
| حمو               | 400        |
| طاير              | ؟          |
| أمبريكة           | ؟          |
| أولاد عبد الرحمان | ؟          |
| سيدي العربي       | ؟          |

## الأعلام
1. باعلي ولد محمد البشير:أحد أعلام قصر بن دراعو نهاية القرن التاسع عشر[1]
2. محمد الحاج بن عومر:أحد أعلام قصر بن دراعو نهاية القرن التاسع عشر[1]
3. علي بن عبد الكريم:أحد أعلام قصر بن دراعو نهاية القرن التاسع عشر[1]